# Georg III. (Erbach)

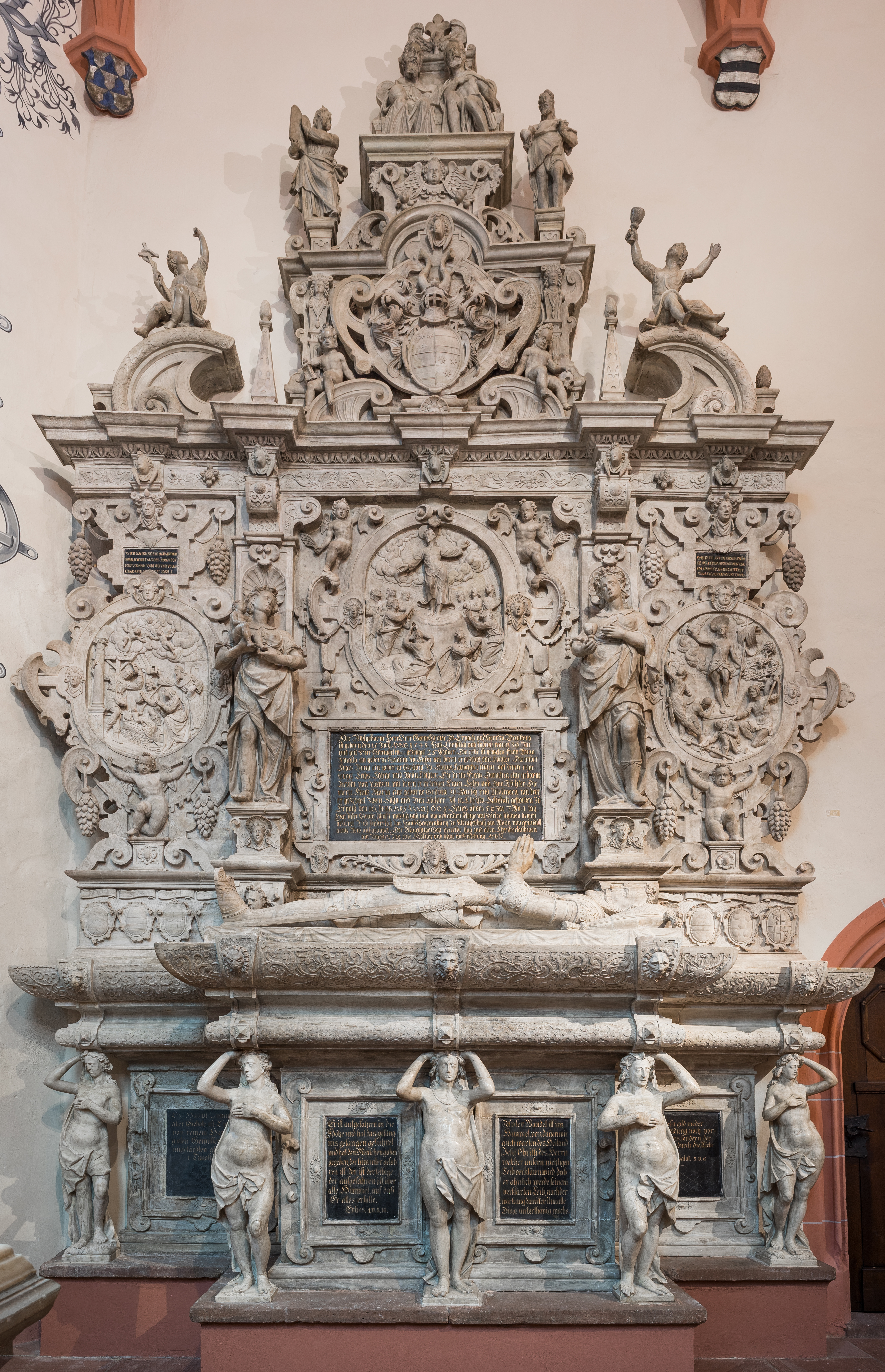
Das Grabmal Georgs III. in der Stadtkirche in Michelstadt

Georg III. von Erbach (* 15. Juli 1548 in Erbach; † 26. Februar 1605 ebenda) war Graf von Erbach und Herr zu Breuberg.

## Leben
Georg war der älteste Sohn von Eberhard XII. (* 19. Januar 1511; † 12. Juli 1564) und Margarethe von Dhaun (* 25. September 1521; † 5. April 1576).
Er war Erbe von Schloss Reichenberg, das er zu einer landesherrlichen Festung im Renaissancestil umbauen ließ.
Zirka 1560 bekam er das Amt Wildenstein als Pfälzer Lehen, zusammen mit seinem Vater Eberhard XII. und seinem Onkel Valentin II. (* 16. Juli 1517; † 12. Dezember 1563). Nach dem Tode seines Onkels Georg II. (* 18. Januar 1506; † 27. August 1569) wurden 1569 unter ihm die verschiedenen Besitzungen der Erbacher wieder vereint.
Zwischen 1588 und 1590 ließ er das Wasserschloss Fürstenau ausbauen. Begraben ist er in der Kirche von Michelstadt, wo sich seit 1678 die Familiengruft der Grafen von Erbach befindet. Nach seinem Tod wurde das Gebiet unter seinen Söhnen wieder aufgeteilt:
- Friedrich Magnus (1575–1618) erbte Fürstenau und Reichenberg,
- Johann Kasimir (1584–1627) Breuberg und Wildenstein,
- Ludwig I. (1579–1643) erbte Teile von Erbach und Freienstein und
- Georg Albrecht I. (1597–1647) erbte Schönberg und Seeheim.

Nach dem Tod von Friedrich Magnus verteilten seine Brüder das Land erneut unter sich. So kam 1623 Fürstenau zu Johann Kasimir, Michelstadt und König zu Ludwig und Reichenberg zu Georg Albrecht. Johann Kasimir starb 1627, so kam Wildenstein zu Ludwig und Fürstenau zu Georg Albrecht. Mit dem Tod von Ludwig kamen wieder alle Besitzungen in eine Hand.

## Nachkommen
Georg III. heiratete am 27. Juli 1567 die Gräfin Anna Amalia von Sayn (* ca. 1551; † 13. Juli 1571). Die Ehe blieb kinderlos.
Er heiratete am 15. Juli 1572 Gräfin Anna von Solms-Laubach (* 11. April 1557 in Laubach; † 8. Dezember 1586), Tochter des Friedrich Magnus I. zu Solms-Laubach, und hatte mit ihr folgende Kinder:
- Agnes Maria (* 24. Mai 1573 in Erbach; † 28. Juni 1634 in Gera)

⚭ Obergreiz 5. Mai 1593 Heinrich XVIII. Reuß, Herr zu Obergreiz und Greiz (* 28. Februar 1563; † 16. Januar 1616)
- Eberhard (* 13. April 1574; † 14. August 1574)
- Friedrich Magnus (* 18. April 1575 in Erbach; † 26. März 1618 in Reichenberg), ab 1606 Graf von Erbach, zu Fürstenau und Reichenberg

⚭ Darmstadt 5. Mai 1595 Landgräfin Christine von Hessen-Darmstadt (* 25. November 1578; † 26. März 1596), Tochter von Georg I. von Hessen-Darmstadt
⚭ Heidenheim 18. September 1597 Gräfin Johanna Henriette von Oettingen-Oettingen (* 28. August 1578; † 18. März 1619)
- Margareta (* Erbach 17. Mai 1576; † 5. Juni 1635 (oder 26. Mai) in Ulm)

⚭ Oettingen 17. Mai 1598 Graf Ludwig Eberhard zu Oettingen-Oettingen (* 9. Juli 1577; † 4. Juli 1634)
- Anna Amalia (* Erbach 10. Juni 1577; † ca. 1630)

⚭ Erbach 21. Oktober 1604 Graf Friedrich I. zu Salm-Neufville, Wild- und Rheingraf in Dhaun (* 3. Februar 1547; † 5. November 1608)
⚭ Heidenheim 23. Dezember 1626 Emich IV. von Daun, Graf zu Falkenstein (* 23. Dezember 1563; † 14. November 1628)
- Elisabeth (* 30. Juli 1578; † 15. März 1645 in Obersontheim)

⚭ Erbach 3. März 1606 Heinrich II., Schenk von Limpurg-Sontheim (* 22. Januar 1573; † 13. Mai 1637)
- Ludwig I. (* 3. September 1579; † 12. April 1643), ab 1606 Graf von Erbach zu Erbach und Freienstein, ab 1623 zu Michelstedt und König, ab 1627 auch zu Wildenstein

⚭ Erbach 2. März 1606 Grafin Juliane von Waldeck-Wildungen (* 11. April 1587; † 15./28. Februar 1622)
⚭ 29. Mai 1624 Gräfin Johannette zu Sayn und Wittgenstein (* 24. Juli 1604; † 13. Juni 1666)
- Agathe (* Erbach 16. Mai 1581; † 30./20. April 1621 in Carlsburg)

⚭ Carlsburg 23. Oktober 1614 Markgraf Georg Friedrich von Baden zu Durlach (* Carlsburg 30. Januar 1573; † 24. September 1638)
- Anna (* 27. April 1582; † 30. Juli 1650 in Idstein)

⚭ in Fürstenau 4. Juli 1614 Graf Philipp Georg von Leiningen-Dagsburg-Falkenburg (* 26. Juli 1582; † 6. Februar 1627)
- Maria (* 11. Mai 1583; † 3. September 1584)
- Johann Kasimir (* 10. August 1584; † 14. Januar 1627 in Schweidnitz) ab 1606 Graf von Erbach, zu Breuberg und Wildenstein
- Barbara (1585- vor 1591)

In dritter Ehe heiratete er in Greiz am 11. November 1587 Dorothea Reuß zu Obergreiz (* 28. Oktober 1566; † 26. Oktober 1591)
und hat folgende Kinder:
- Dorothea Sabina (* 19. Oktober 1588; † 20. Januar 1589)
- Georg Heinrich (* 20. Januar 1590; † 10. Februar 1591)
- Maria Salome (*/† 15. Mai 1591)

Seine vierte Frau wurde Gräfin Marie von Barby-Mühlingen (* 8. April 1563; † 29. Dezember 1619), Tochter von Albrecht X. von Barby-Mühlingen (* 15. Februar 1534; † 1588) und Maria von Anhalt-Zerbst (* 1. Dezember 1538; † 25. April 1563), Witwe von Graf Josias von Waldeck-Eisenberg. Das Paar heiratete am 2. August 1592 in Korbach und hatte folgende Kinder:
- Dorothea (* 13. Juli 1593, † 8. Oktober 1643 in Pfedelbach)

⚭ Waldenburg 28. November 1610 Graf Ludwig Eberhard von Hohenlohe-Waldenburg-Pfedelbach und Gleichen (* 19. Januar 1590; † 1. November 1650)
- Friedrich Christian (* 25. Juli 1594; † 15. September 1594)
- Christina (* 5. Juni 1596; † 6. Juli 1646 in Culemborg)

⚭ Siegen 16. Januar 1619 Graf Wilhelm von Nassau-Siegen in Hilchenbach (* 12. August 1592; † 18. Juli 1642, gefallen in Orsoy)
- Georg Albrecht I. (* 16. Dezember 1597; † 25. November 1647), ab 1606 Graf zu Erbach, zu Schönberg und Seeheim, zu Reichenberg 1623, zu Fürstenau 1627, alle Besitzungen 1643,

⚭ Erbach 29. Mai 1624 Gräfin Magdalena von Nassau-Dillenburg (* 13. November 1595; † 31. Juli 1633), Tochter von Johann VI. von Nassau-Dillenburg
⚭ 23. Februar 1634 Anna Dorothea Schenkin von Limpurg-Gaildorf (* 1612; † 23. Juni 1634);
⚭ Frankfurt am Main 26. Juli 1635 Gräfin Elisabeth Dorothea zu Hohenlohe-Schillingsfürst (* 27. August 1617; † 12. November 1655)
- Elisabeth Juliana (* 22. Januar 1600; † 29. Mai 1640 Saalfeld);

⚭ Arolsen 2. März 1620 Graf Georg Ludwig zu Löwenstein-Scharfeneck (* 29. Januar 1587; † 3. Januar 1633), Sohn von Ludwig III. von Löwenstein
⚭ Werbeskans 25. Juli 1636 Johan Banér, Generalfeldmarschall (1596–1641)
- Luise Juliane (* Fürstenau 18. Juni 1603; † 28. September 1670)

⚭ 19. Januar 1624 Graf Ernst zu Sayn-Wittgenstein-Sayn (* 26. August 1594; † 22. Mai 1632)
Über zwei seiner Kinder (Georg Albrecht I. und Margareta von Oettingen) sowie über jeweils verschiedene Abstammungslinien kann Georg III. als ein sechsfacher Urahn von Wilhelm II. von Preußen gelten, allerdings mit einer Distanz von 10–12 Generationen.